# 1984년 동계 패럴림픽
1984년 동계 패럴림픽(영어: 1984 Winter Paralympics, III Paralympic Winter Games, 독일어: Winter-Paralympics 1984)은 오스트리아 인스브루크에서 1984년 1월 14일부터 1월 20일까지 개최된 동계 패럴림픽이다.

## 참가국
1984년 동계 패럴림픽에 참가한 국가는 총 21개국이다. 네덜란드, 스페인 2개국이 처음으로 동계 패럴림픽에 참가하였다.
| - 오스트레일리아 - 오스트리아 (개최국) - 벨기에 - 캐나다 - 덴마크 - 핀란드 - 프랑스 - 서독 - 영국 - 이탈리아 - 일본 | - 네덜란드 - 노르웨이 - 뉴질랜드 - 폴란드 - 스페인 - 스웨덴 - 스위스 - 체코슬로바키아 - 미국 - 유고슬라비아 |

## 종목
- 아이스슬레지
- 알파인스키
- 크로스컨트리

## 메달 집계
| 순위 | 국가         | 금메달 | 은메달 | 동메달 | 합계 |
| ---- | ------------ | ------ | ------ | ------ | ---- |
| 1    | 오스트리아   | 34     | 19     | 17     | 70   |
| 2    | 핀란드       | 19     | 9      | 6      | 34   |
| 3    | 노르웨이     | 15     | 13     | 13     | 41   |
| 4    | 서독         | 10     | 14     | 10     | 34   |
| 5    | 미국         | 7      | 14     | 14     | 35   |
| 6    | 스웨덴       | 7      | 2      | 5      | 14   |
| 7    | 스위스       | 5      | 16     | 16     | 37   |
| 8    | 프랑스       | 4      | 2      | 0      | 6    |
| 9    | 폴란드       | 3      | 2      | 8      | 13   |
| 10   | 캐나다       | 2      | 8      | 4      | 14   |
| 11   | 뉴질랜드     | 1      | 3      | 1      | 5    |
| 12   | 영국         | 0      | 4      | 6      | 10   |
| 13   | 이탈리아     | 0      | 0      | 1      | 1    |
| 13   | 유고슬라비아 | 0      | 0      | 1      | 1    |
| 합계 | 합계         | 107    | 106    | 102    | 315  |

## 같이 보기
- 1984년 동계 올림픽
- 1984년 하계 패럴림픽